# Sphecodes atlanticus
Sphecodes atlanticus är en biart som beskrevs av Warncke 1992. Sphecodes atlanticus ingår i släktet blodbin, och familjen vägbin. Inga underarter finns listade i Catalogue of Life.